# Odynerus alboniger
Odynerus alboniger är en stekelart som beskrevs av Joseph Charles Bequaert.
Odynerus alboniger ingår i släktet lergetingar och familjen Eumenidae. Inga underarter finns listade i Catalogue of Life.